# Ed van Thijn
Eduard (Ed) van Thijn (ur. 16 sierpnia 1934 w Amsterdamie, zm. 19 grudnia 2021 tamże) – holenderski polityk i samorządowiec żydowskiego pochodzenia, parlamentarzysta, minister spraw wewnętrznych (1981–1982, 1994), burmistrz Amsterdamu (1983–1994).

## Życiorys
W trakcie II wojny światowej w marcu 1943 został wraz z matką wywieziony do obozu przejściowego Kamp Westerbork, z którego dzięki interwencji ojca udało mu się wydostać. Do stycznia 1945 ukrywał się, po czym ponownie trafił do tego samego obozu, gdzie doczekał wyzwolenia. W latach 1953–1961 studiował politologię na Uniwersytecie Amsterdamskim, w międzyczasie kształcił się także w Instytucie Nauk Politycznych w Paryżu. Zaangażował się w działalność polityczną w ramach Partii Pracy. W latach 1961–1967 pracował w związanym z nią think tanku Wiardi Beckman Stichting. Od 1962 do 1971 był radnym miejskim w Amsterdamie. Od 1967 do 1981 i od 1982 do 1983 sprawował mandat posła do Tweede Kamer. W latach 1973–1978 przewodniczył frakcji deputowanych Partii Pracy w izbie niższej Stanów Generalnych.
Od września 1981 do maja 1982 pełnił funkcję ministra spraw wewnętrznych w rządzie Driesa van Agta. Od czerwca 1983 do stycznia 1994 był burmistrzem Amsterdamu. Objął następnie ponownie stanowisko ministra spraw wewnętrznych w gabinecie Ruuda Lubbersa, złożył jednak rezygnację już w maju 1994. W drugiej połowie lat 90. zajmował stanowisko menedżerskie, został też wówczas wykładowcą akademickim. W latach 1999–2007 wchodził w skład Eerste Kamer.

## Odznaczenia
- Kawaler Orderu Lwa Niderlandzkiego (1979)
- Komandor Orderu Oranje-Nassau (1982)
- Wielki Oficer Orderu Oranje-Nassau (1994)[1]